# Froleh
Froleh je naselje v Občini Sveta Ana.